# Sodalidad

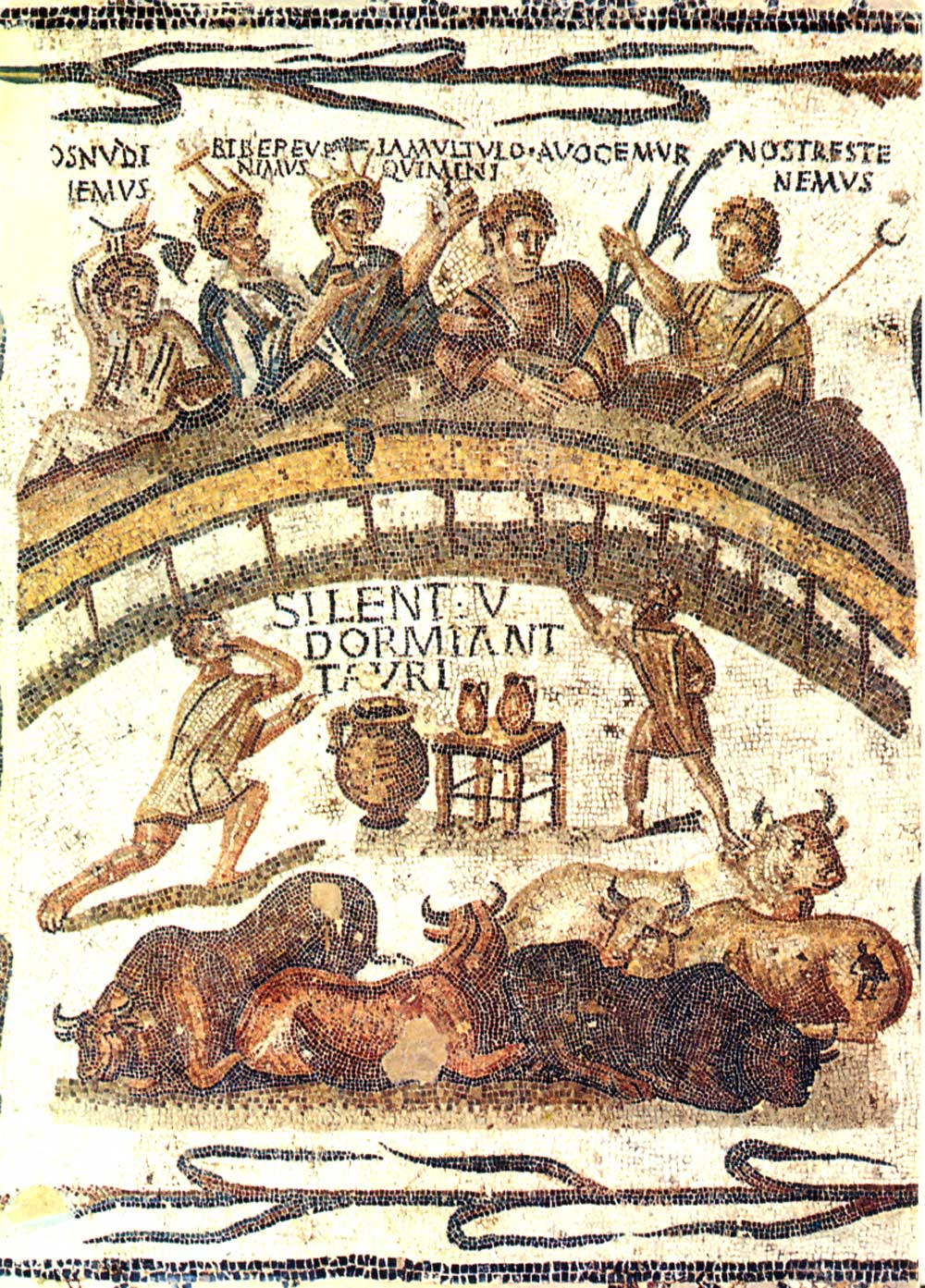
Personajes de las sodalidades del África romana en un banquete, con sus propios símbolos, encargados de organizar los espectáculos del anfiteatro. Mosaico de Thysdrus del.

Una sodalidad en la Antigua Roma es una asociación o corporación.

## Generalidades
En su sentido más general, las dos palabras latinas sodalitas y sodalicium  designaban asociaciones, corporaciones o cofradías en temas concretos, formadas para aumentar su peso en la sociedad. Eran sinónimas de collegium, pero su nombre era asignado especialmente a asociaciones políticas, una especie de clubes electorales que se formaron a finales de la República Romana o bien cofradías religiosas responsables de celebrar algunos cultos particulares.
Las sodalidades políticas estaban llenas de ciudadanos ricos y ambiciosos que unían sus recursos y talentos para alcanzar los honores romanos. Si fuese el caso, no dudaban en comprar los votos de los que podían hacerlo. En el 58 a. C. fue votada una consulta senatorial por la que se ordenaba disolverlas. Tres años más tarde, fue preciso tomar más medidas contra ellas: ese fue el objeto de la lex Licinia de sodaliciis. Las sodalidades políticas desaparecerían de forma natural durante el Imperio Romano.

## Religión romana
Las sodalidades religiosas pueden dividirse en dos categorías:
- Antiguas sodalidades, cuyo origen se remonta a los tiempos más lejanos de la historia romana y las sodalidades imperiales constituidas sobre el modelo anterior. Las antiguas sodalidades eran:
  - Lupercos, que celebraban la fiesta de las Lupercales el 15 de febrero con una ceremonia en memoria de la lactancia de Rómulo y Remo por la loba. Había 12 lupercos del  Palatino y 12 lupercos del Quirinal.
  - Hermanos Arvales, doce sacerdotes del culto a la diosa de la Tierra Dea Dia (asimilada más tarde a Ceres).
  - Saliares, encargados de los cánticos y danzas durante los rituales guerreros de marzo a octubre. Son 24 en total: 12 saliares del Palatino y 12 del Quirinal. La danza que ejecutaban se llama el tripudium ("tripudio", danza en compás ternario).
  - Flamines, sacerdotes encargados cada uno del culto a un dios.
  - Feciales, responsables de velar por el cumplimiento de la ley en las relaciones con otros pueblos (especialmente en el momento de la declaración de guerra y la observancia de los tratados) y cuya actividad se tradujo en el nacimiento del ius fetiale.

- Sodalidades públicas y oficiales, donde el Estado probablemente habría tenido que reemplazar a determinadas personas, desaparecidas durante la época histórica y que antes habrían sido los encargados de realizar determinados cultos o celebrar determinadas ceremonias. Las sodalidades imperiales tuvieron la misión de celebrar el culto a los emperadores en Roma. La primera de estas fraternidades fue fundada en 3l 14 a. C., tan pronto como Augusto había sido elevado, por la apoteosis, a la categoría de los dioses. Los miembros de esta sodalidad se llamaban sodales Augustales.

## Otras sodalidades
Más adelante, otras sodalidades similares fueron constituidas, la Flaviales Titiales por Vespasiano y Tito, la Hadrianales por Adriano y la Antoniniani por Antonino Pío. Este último fue el responsable del culto de todos los emperadores que recibieron la apoteosis a finales del siglo II y en el siglo III. Solo se conoce con algún detalle la sodales Augustales, que originalmente estaba compuesta por 21 miembros y en el siglo II aumentaron a 28. Estos miembros debían pertenecer al orden senatorial. La sodalidad estaba encabezada por tres magistrados.

## Cristianismo
En teología cristiana, una sodalidad es una forma de la "Iglesia Universal" expresada en forma especializada y orientada a tareas al contrario de la iglesia cristiana en su forma diocesana local (lo que se denomina modalidad). El término "sodalidad" es más comúnmente utilizado por grupos de la Iglesia católica, donde también son referidas como cofradías. Las sodalidades marianas proliferaron por toda la Europa católica, especialmente durante el siglo XVII.
Entre los protestantes, las sodalidades son expresadas a través de organizaciones misioneras, sociedades y ministerios especializados que han proliferado, sobre todo desde el advenimiento del movimiento misionero moderno, usualmente atribuido al inglés William Carey en 1792. Sin embargo, rara vez utilizan el término "sodalidad" en sus denominaciones.